# Jean-Michel Quillardet
Jean-Michel Quillardet, né le 13 mars 1953 à Paris, avocat au barreau de Paris et ancien grand maître du Grand Orient de France (2005-2008).

## Parcours maçonnique
Jean-Michel Quillardet est franc-maçon, initié en 1985 à la loge Diogène dont il fut par la suite vénérable maître.
À la suite du convent de septembre 2005, il est élu grand maître du Grand Orient de France et président du conseil de l'Ordre. Il est réélu en 2006 puis une dernière fois en 2007. En 2008 à l'issue de 3 années de mandat, et un rapport moral adopté par près de 97 % des délégués des loges, il cède la place à Pierre Lambicchi.
Sa grande maîtrise est marquée par une forte présence de l'obédience dans les médias en particulier sur la question de la laïcité. Durant son mandat, il a organisé un grand débat sur l'initiation des femmes, se déclarant favorable à cette évolution dans le respect des règles démocratiques de l'obédience,. Il fait créer avec Sciences Po Bordeaux une chaire Jean Zay consacré à l'enseignement de la laïcité dont il est, nommé par Sciences Po, le premier titulaire.
Jean-Michel Quillardet fonde avec Antoine Sfeir en novembre 2008 l'Observatoire international de la laïcité contre les dérives communautaires dont il assure la présidence.
Il est nommé en avril 2009, pour une durée de 3 ans, Membre de la Commission nationale consultative des droits de l'homme, organisme indépendant qui siège auprès du Premier ministre.
En septembre 2012 son mandat est renouvelé pour une nouvelle durée de 3 ans.Au sein de la commission il est Vice Président de la commission "questions de société, éducation aux droits de l'Homme".
Il est également depuis 2011 Chargé d'enseignement de la laïcité à l'Université d'Évry.
Il participe par ailleurs à la rédaction de la charte de la laïcité à l'école demandée par le Ministre Vincent Peillon et mise en place en septembre 2013.
Il préside l 'association "Jean Zay au Panthéon" qui a largement contribué à la Panthéonisation de Jean Zay décidé par le Président de la république.
Il publie son dernier livre aux éditions Dervy : »pour un humanisme universel « 

## Publications
- Articles in Gazette du Palais
- Coauteur du Guide juridique et pratique des SARL (Éditions WEKA)
- Coauteur du Guide du droit du travail des PME (Éditions DALLIAN)
- Coauteur de Le Malentendu maçonnique (Édition DETRAD)
- Coauteur de Initiation à la Franc-maçonnerie (Édition Marabout)
- Les Colonnes de la république, Éditions Vega
- Collaborateur du Dictionnaire de la laïcité Éditions Armand Colin.
- Pour un humanisme universel,force beauté sagesse de la république laïque.Editions Dervy